# Recave
Recave, est un terme souvent utilisé au poker sur internet et dans la vie réelle, pour définir la possibilité qu'a un joueur ayant perdu sa mise de départ de revenir sur la table de jeu avec une nouvelle mise (souvent identique à la première mise). Pour s'assoir à la table de nouveau le joueur devra donc payer une seconde fois. Par principe, lors des tournois de poker il ne peut y avoir de recave car le jeu se déroule par élimination successive des joueurs.